# ベレン・クエスタ
ベレン・クエスタ（Belén Cuesta、1984年1月24日 - ）は、スペイン・セビリア出身のモデル・女優。演劇女優としての知名度が高いが、映画・テレビ・テレビCMなどでも活躍している。

## 経歴
1984年1月24日、アンダルシア州のセビリアに生まれた。幼少期にマラガに転居し、思春期にはフエンヒローラで育った。マラガ演劇高等教育学校で演技を学び、2004年に女優としてのキャリアを開始した。
2017年にはパコ・レオン監督のコメディ作品『KIKI 愛のトライ＆エラー』の演技でゴヤ賞新人女優賞にノミネートされたが受賞はならなかった。2018年にはコメディ作品『ホーリー・キャンプ!』の演技でゴヤ賞助演女優賞にノミネートされたが受賞はならなかった。2020年には『La trinchera infinita』の演技でゴヤ賞主演女優賞にノミネートされ、ゴヤ賞3度目のノミネートで初受賞した。

## 人物
現在はマドリード在住である。2015年から俳優のタマル・ノバスと交際している。

## フィルモグラフィー

### 映画
- 2015年 『オチョ・アペリードス・カタラネス（英語版）』Ocho apellidos catalanes
- 2016年 『ウィー・ニード・トゥ・トーク』Tenemos que hablar
- 2016年 『KIKI 愛のトライ＆エラー（英語版）』Kiki, el amor se hace
- 2017年 『ホーリー・キャンプ!（英語版）』Holy Camp!
- 2018年 『パスト&フューチャー 未来への警告』El Aviso
- 2019年 『母の秘密（英語版）』A pesar de todo
- 2019年 『列車旅行のすすめ』Ventajas de viajar en tren
- 2019年 『La trinchera infinita』

## 受賞とノミネート
| 年度 | 賞                           | 部門             | 作品                        | 結果       |
| ---- | ---------------------------- | ---------------- | --------------------------- | ---------- |
| 2014 | 俳優女優協会賞               | 演劇助演女優賞   | ホーリー・キャンプ!         | ノミネート |
| 2017 | 俳優女優協会賞               | 映画助演女優賞   | 『ホーリー・キャンプ!』     | ノミネート |
| 2017 | フェロス賞                   | ドラマ助演女優賞 | 『Paquita Salas』           | 受賞       |
| 2017 | 第31回ゴヤ賞                 | 新人女優賞       | 『KIKI 愛のトライ＆エラー』 | ノミネート |
| 2017 | ASECAN Awards                | 映画女優賞       | 『ホーリー・キャンプ!』     | ノミネート |
| 2018 | 第32回ゴヤ賞                 | 助演女優賞       | 『ホーリー・キャンプ!』     | ノミネート |
| 2018 | フェロス賞                   | 映画助演女優賞   | 『ホーリー・キャンプ!』     | ノミネート |
| 2018 | ABYCINE Awards               | 新人賞           | 『ホーリー・キャンプ!』     | 受賞       |
| 2019 | フェロス賞                   | ドラマ助演女優賞 | 『Paquita Salas』           | ノミネート |
| 2020 | フェロス賞                   | ドラマ助演女優賞 | 『Paquita Salas』           | ノミネート |
| 2020 | フェロス賞                   | 映画主演女優賞   | 『La trinchera infinita』   | 受賞       |
| 2020 | 第34回ゴヤ賞                 | 主演女優賞       | 『La trinchera infinita』   | 受賞       |
| 2020 | フォトグラマス・デ・プラータ | 映画女優賞       | 『La trinchera infinita』   | 受賞       |